# Goodenia heatheriana
Goodenia heatheriana är en tvåhjärtbladig växtart som beskrevs av L.W. Sage. Goodenia heatheriana ingår i släktet Goodenia och familjen Goodeniaceae. Inga underarter finns listade i Catalogue of Life.